# Idlès
Idlès (em árabe: إدلس) é uma comuna localizada na província de Tamanghasset, Argélia. Sua população estimada em 2008 era de 4 945 habitantes.